# Hoje É Dia das Crianças
Hoje É Dia das Crianças é um especial de comédia musical dos Estúdios Globo dirigido por Belinha Lopes e com roteiro de Edu Araujo e Luanna Guimarães. Em comemoração ao dia das crianças, o média metragem tem estreia marcada para 11 de outubro de 2024. Conta com Lua Miranda, Zezé Motta, Tony Tornado e Aisha Jambo nos papéis principais.

## Sinopse
No Dia das Crianças, Balú, que se sente decepcionada por não poder passar a data com sua mãe, devido a uma emergência no hospital onde ela trabalha. Contudo, a visita de Vô Acácio muda tudo. Ele traz um presente único: um teclado colorido que fez para sua falecida esposa, com quem formou uma famosa dupla no passado. Empolgada com a surpresa, Balú logo percebe que algumas partes estão faltando. Vô Acácio então a leva para um galpão, um lugar novo para a menina, repleto de instrumentos e memórias – onde costumava se apresentar com Vó Dina, na época em que eram conhecidos como Duo Paixão. A busca pelas peças do teclado se transforma em uma jornada mágica sob a perspectiva inocente de Balú. Momentos do dia a dia se iluminam com cores e sons, criando um convite para que o público explore esse universo encantado, cheio de beleza e alegria infantil.

## Elenco
- Lua Miranda
- Zezé Motta
- Tony Tornado
- Aisha Jambo
- Jão
- Duda Beat
- IZA
- Luan Pereira
- MC Cabelinho
- Nattan
- Pedro Sampaio
- Péricles
- Priscilla